# Haagkonventionen för skydd av kulturegendom i händelse av väpnade konflikter

## Inledning

Den tydliga skyddsmarkeringen av en kulturegendom

Haagkonventionen för skydd av kulturegendom i händelse av väpnade konflikter antagen i Haag, Nederländerna i 14 maj 1954 i spåren av den omfattande förstörelsen av kulturarv under andra världskriget är det första internationella fördraget  om en världsomfattande strävan som fokuserar enbart på skyddet av kulturarv i händelse av väpnad konflikt.
Den omfattar såväl fast som lös egendom, inklusive monument som är av intresse för dess arkitektur, historiska eller konstnärliga värde, arkeologiska platser, rena konstverk, manuskript, böcker och andra mindre objekt av konstnärligt, historiskt eller arkeologiskt intresse liksom vetenskapliga samlingar av alla typer oavsett deras ursprung eller ägare.
De stater som är parter till konventionen drar nytta av ett nätverk som omfattar fler än 100 stater som har åtagit sig att reducera en väpnad konflikts konsekvenser för kulturarv och att genomföra förebyggande åtgärder för sådana skydd inte bara i tider av oro (då det vanligen är för sent), utan också i tider av fred, genom en rad åtgärder:
- värna och respektera kulturarv under både internationella och icke-internationella väpnade konfliker;
- överväga att registrera ett begränsat antal flyktingar, monumentala center och andra icke flyttbara kulturegendomar av mycket stor betydelse i det Internationella kulturegendomsregistret under särskilt skydd och erhålla särskilt skydd för sådana egendomar;
- överväga märkning av vissa viktiga byggnader och monument med ett speciellt skyddsemblem enligt konventionen;
- inrätta särskilda enheter inom de militära styrkorna att ansvara för skyddandet av kulturarv;
- bestraffa konventionsöverträdelser och främja konventionen i stort inom allmänheten och målgrupper såsom kulturarvskunniga, militären eller brottsbekämpande organ.

## Allmänt om skydd av kulturegendom
Skydd av kulturegendom (engelska cultural property protection, CPP) handlar om hur kulturellt och historiskt värdefull egendom (platser, byggnader, föremål, dokument) kan skyddas från skador och plundring i händelse av krig. I väpnade konflikter förekommer att kulturegendom skadas avsiktligt eller plundras. Idén att det är fel att angripa kulturarv i krig har funnits länge och även reglerats i internationella avtal. Inte desto mindre har det visat sig mycket svårt att omsätta avtalen i effektiv handling. Ett stort steg togs dock i slutet av 1900-talet då kulturegendomsskydd på riktigt blev en del av den internationella folkrätten, vilket innebar att förstörelse av kulturarv kunde behandlas som krigsbrott. Med kulturegendom menas historiskt värdefulla byggnader, monument, museer, arkiv, bibliotek och fornlämningar. De utgör mycket viktiga resurser för samhällens kulturarv och kollektiva minne. I dag är det allmänt erkänt att näst efter människoliv är kulturegendom viktigast att skydda i krig, men det finns stora problem med att skydda den. Det finns hos militära styrkor ett behov av att förstå varför kulturegendom skadas, förstörs eller avlägsnas i konflikter för att stater, deras militära styrkor och kulturvårdande organisationer ska kunna formulera effektiva skyddsstrategier. De ansträngningar som ett samhälle gör för att förbereda sig för krig är inte bara en spegel av dess förmåga att hantera kriser, utan kan också förstås som ett uttryck för kulturella värden och idéer om vilket kulturarv som borde överleva en väpnad konflikt.

## Historiska föregångare
Det finns internationella konventioner som stater gått på med att följa och som ska skydda kulturegendom. Historiskt har Haag-konventionen från 1954 föregåtts av andra avtal, som Haag-konventionen 1907 om lantkrig. Fredskonferensen i Bryssel 1874 och Haag-konferenserna 1899 och 1907 om krigets lagar föranleddes främst av det amerikanska inbördeskriget och det fransk-tyska kriget, som båda hade drabbat civilbefolkningen hårt. Målet med Haag-konferenserna var att på allvar reglera truppers uppförande i krig och att göra väpnade konflikter mindre barbariska. Samtidigt ville främst Ryssland och Tyskland också begränsa användningen av irreguljära styrkor i krig. Mindre stater sökte försvara sin rätt att mobilisera irreguljära förband som tilläts uppträda som militära styrkor, men var måttligt framgångsrika i dessa krav gentemot de stora europeiska staterna. Haag-konventionens (1899) första kapitel, artikel 27, föreskrev att historiska monument och andra kulturvärden skulle skonas från medveten förstörelse i krig. Konventionen handlade om hur krigsfångar skulle tas, hur spioner skulle hanteras, hur territorier kunde ockuperas och civil materiel tas i anspråk, etcetera. Konventionen var inte bindande utan staterna åtog sig bara att informera sina militära styrkor om dem. Reglerna kunde vid behov frångås vilket också skedde snabbt i Boerkrigets så kallade tredje fas 1900–1902, då de sydafrikanska boerna övergick till gerillakrigföring mot den brittiska ockupationsmakten. Britterna utkämpade konflikten med en brutalitet och efter ett mönster som påminner om senare tiders etniska rensningar. Hus och gårdar plundrades och brändes, boskap konfiskerades och boerfamiljer sattes i koncentrationsläger. Bryssel- och Haag-konferenserna ansågs endast omfatta de civiliserade nationerna. De var inte tillämpliga i inre konflikter som då en kolonialmakt slog ner ett uppror. I linje med detta tänkande, som brukar härledas till den franske upplysningstänkaren Rousseau, var det stater som bedrev krig mot varandra, inte folk. Det togs som intäkt för att stater som bekämpade exempelvis stammar eller andra folk som inte var organiserade i stater inte kunde ställas till svars för sina handlingar. När första världskriget bröt ut var det första gången som Haag-konventionen från 1907 sattes på prov, eftersom varken den eller tidigare konventioner hade tillämpats på europeiska staters krigföring i andra delar av världen.

## Skydd av kulturegendom i Sverige

### Första världskriget och mellankrigstiden

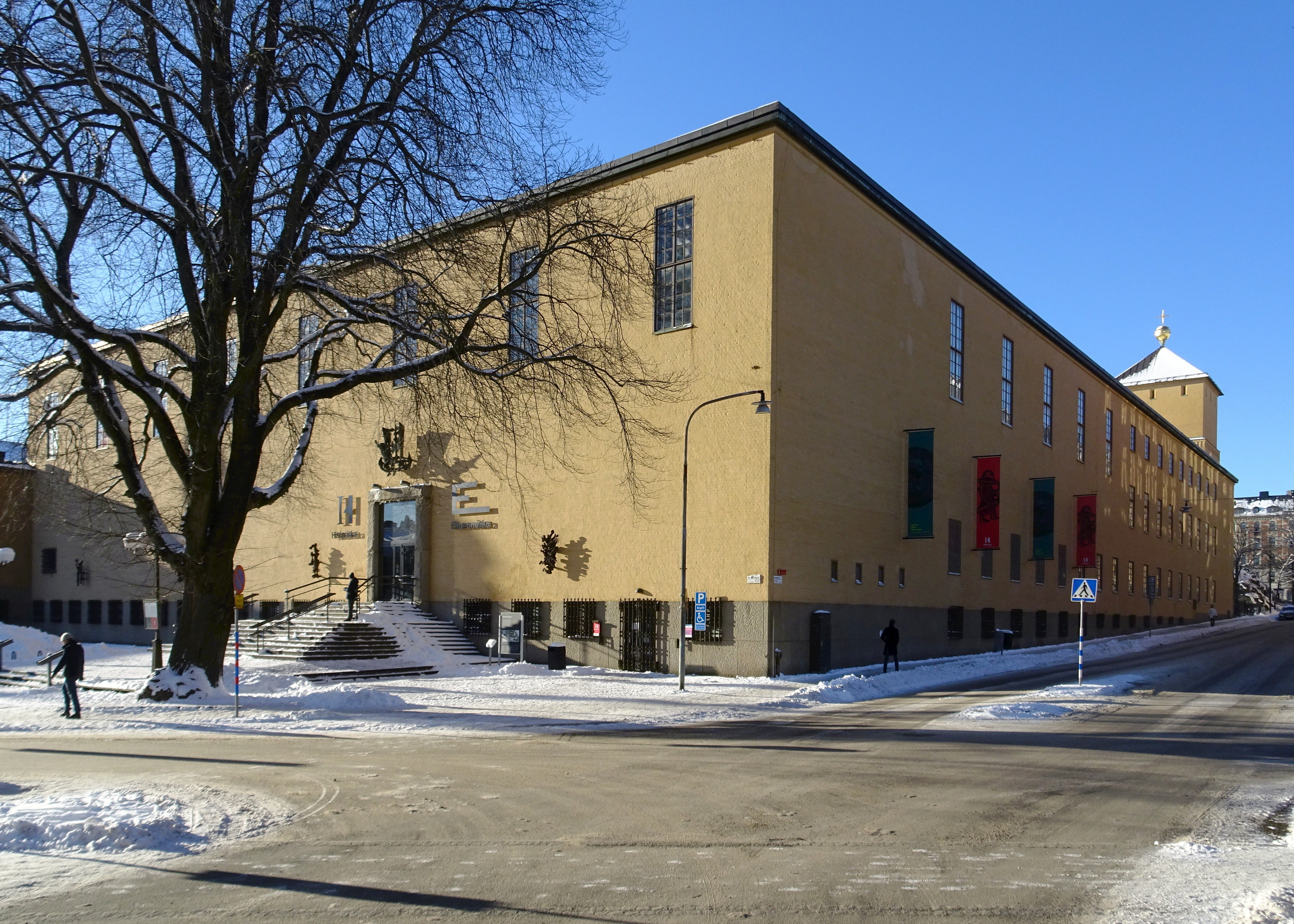
Statens historiska museum (2021) i vars skattkammare stora delar av den svenska kulturegendomen förvaras

Under första världskriget fanns en svensk evakueringsplan för de allra mest värdefulla silver- och guldföremål, de flesta föremål från Statens historiska museums skattkammare, som förvarades vid museerna i Stockholm. Hotbilden hade då varit mycket annorlunda den som långt senare målades upp hösten 1939. Åren 1914–15 hade ansvariga myndigheter framför allt förberett sig på händelser i huvudstaden och i Uppsala som kunde leda till tumult och social oro, med risk för påföljande plundring av eller annan skada på statliga museer, bibliotek och arkiv. Det rörde sig om mycket begränsade insatser där endast det allra mest värdefulla skulle evakueras. Endast 30 man ur armén avdelades för att genomföra undanförseln 1914, vilket försvårade transporten av större mängde föremål. För ändamålet hade 450 lårar tillverkats som föremål skulle packas ner och transporteras i. År 1928–29 gjordes liknande förberedelser då man var rädd för ett krigsutbrott i Europa. Det handlade inte bara om att skydda kulturhistoriskt värdefulla föremål utan i hög grad om att säkra statliga arkiv som var oersättliga och av mycket stor betydelse för administration och forskning.

### Andra världskriget
I oktober 1938 hade säkerhetsläget i Europa förvärrats betydligt i ett slag. Tyskland hade i den föregående månaden annekterat Sudeten och därmed gjort det tydligt för resten av Europa att man inte respekterade grannarnas territoriella suveränitet. Även i Sverige gjordes förberedelser inför risken för ett stundande storkrig. Ecklesiastikdepartementet gav cheferna för museerna i Stockholm i uppdrag att utreda möjligheterna att skydda samlingarna vid krig eller fara för krig. Utredningsarbetet startade dock inte förrän i maj 1939 då Stockholmsmuseernas luftskyddskommitté bildades. Även om denna kommitté endast hade till uppgift att föreslå hur vissa samlingar i huvudstaden kunde skyddas ledde dess arbete också till att nationella föreskrifter för skydd av musei- och arkivsamlingar vid krigsfara utfärdades den 15 december 1939 (Sveriges författningssamling 1939:948). Under våren och sommaren 1939 hade svenska myndigheter i Stockholm förberett sig på ett kommande storkrig. I Sverige kördes många billaster med konstföremål från Nationalmuseum till Vadstena slott, som ägdes av staten. Slottet var tillgängligt men ansågs också ligga långt in i landet och inte direkt i en farozon som riskerade att den utsattes för bombning. Vid krigsutbrottet intensifierades evakueringen av de statliga museerna så kallade elitsamlingar. Statens historiska museum plockade ut föremål ur sten-, brons- och järnåldersutställningarna och packade ner dem i sjutton lådor som togs till från Stockholm avlägsna orter i Sverige.
Det man fruktade mest var angrepp från luften. Under 1930-talet hade ett luftskydd organiserats i Sverige, vilket innebar att ett civilt försvar organiserades parallellt med ett militärt. Det var en erfarenhet från första världskriget att stater bättre borde skydda civilbefolkningen och andra icke-militära mål i en krigssituation. År 1937 inrättades Luftskyddsinspektionen för att tillgodose landets luftskyddsbehov och ge anvisningar för den nya organisationens uppbyggnad. Från och med 1940 till och med krigsslutet rådde så kallat luftskyddstillstånd i hela landet, vilket innebar att man skulle iaktta vissa försiktighetsmått. Enligt luftskyddslagen från 1937 skulle landet, om luftskydd blev aktuellt, delas in i olika farozoner beroende på risken för luftangrepp. Denna indelning skulle sedan bli vägledande för de åtgärder som vidtogs, såsom försvårandet för flygare att orientera sig, utrymning och undanförsel av egendom (inklusive en del kulturföremål och kulturminnen), olika byggnadstekniska åtgärder och skydd mot bomber och gas, och anordnade av sjukvård.
Vid krigsutbrottet fanns det relativt små möjligheter att forsla undan samlingar av museiföremål och arkivhandlingar. Situationen i Frankrike, som Riksantikvarieämbetet tog intryck av, skilde sig på så sätt att landet hade förklarat krig mot Tyskland medan Sverige förblev utanför kriget. I Frankrike beslutade man att forsla undan konstsamlingar till slott längre in i landet, även om det skulle dröja till maj 1940 innan franskt territorium invaderades av tyska styrkor. I Sverige fördes så kallade elitsamlingar till säkra platser när luftskyddstillståndet infördes.